# Báltfalva
Báltfalva (románul: Băltele) egy település Arad megyében, Romániában, Aradtól keletre.

## Története
1910-ben 112 román lakosa volt. Első említése 1441-ből való. 1919-ig Magyarországhoz, Arad vármegye Borossebesi járásához tartozott. 1919. után Gurahonchoz (Honctőhöz) csatolták. Fényes Elek szerint: Báltyele, kis oláh falu, Arad vármegyében, Zaránd vgye szélén, a Fejér-Körös mellett: 4 k., 108 n. e. óhitű lak., hegyes határral. Ut. p. Arad.

## Fordítás
Ez a szócikk részben vagy egészben  a   Băltele című eszperantó Wikipédia-szócikk ezen változatának fordításán alapul.  Az eredeti cikk szerkesztőit annak laptörténete sorolja fel. Ez a jelzés csupán a megfogalmazás eredetét és a szerzői jogokat jelzi, nem szolgál a cikkben szereplő információk forrásmegjelöléseként.